# San Clemente, Emilia-Romagna
San Clemente är en ort och kommun i provinsen Rimini i regionen Emilia-Romagna i Italien. Kommunen hade 5 603 invånare (2018).